# 이민우 (1959년)
이민우(李玟雨, 1959년 4월 20일 ~ 2008년 11월 11일)은 대한민국의 제8대 전라남도의원이다.

## 학력
- 대덕국민학교 졸업
- 대덕중학교 졸업
- 장흥고등학교 졸업
- 서강정보대학교 경영학과 졸업
- 대불대학교 법학과 졸업
- 한국방송통신대학교 경영학과 5학년 수료

## 경력
- 국회의원 (이영권 교육위원장) 비서관
- 광주옥청여자상업고등학교 교사
- 서강고등학교 교사
- 대덕 으뜸학원 12년 원장
- 전라남도대학교(장흥대학) 교학과 근무
- 장흥백병원 원무과장
- 도립 강진의료원 이사
- 대덕초등학교 운영위원장
- 대덕중학교 운영위원장
- 대덕고등학교 운영위원장
- 대덕 새마을금고 감사
- 영지한우영농조합 전무이사
- 대덕읍 청년회 회장
- 대덕읍 체육회 사무국장
- 천관(대덕·회진)배구 동호인회 회장
- 장흥군 체육회 부회장
- 장흥군 배구협회 부회장
- 민주평화통일자문위원회 위원
- 전라남도 도정평가단
- 새천년민주당 전남도당장흥군·영암군 지구당 기획부장
- 새천년민주당 전남도당 장흥군 지역위원회 위원
- 민주당 중앙당 교육특별위원회 부위원장
- 2006.07 ~ 2008.11 제8대 전라남도의회 의원
- 2006.07 ~ 2008.07 제8대 전라남도의회 전반기 의회운영위원회 위원
- 2006.07 ~ 2008.07 제8대 전라남도의회 전반기 교육사회위원회 위원

## 역대 선거 결과
|  | 26.27% |

|  | 47.09% |